# Домингес Уэртас, Фабрисио
Фабрисио Домингес Уэртас (исп. Fabricio Domínguez Huertas; род. 24 июня 1998, Монтевидео) — уругвайский футболист, полузащитник клуба «Архентинос Хуниорс».

## Клубная карьера
Домингес — воспитанник аргентинского клуба «Расинг». Летом 2019 года Фабрисо для получения игровой практики на правах аренды перешёл в «Тигре». 18 августа в матче против «Кильмеса» он дебютировал в Примере Насьональ. По окончании аренды Домингес вернулся в «Расинг». 20 ноября 2020 года в матче против «Атлетико Тукуман» он дебютировал в аргентинской Примере. 16 августа 2021 года в поединке против «Ньюэллс Олд Бойз» Фабрисио забил свой первый гол за «Расинг». 